# Премія «Тоні» за найкращу жіночу роль другого плану в п'єсі
Премія «Тоні» за найкращу жіночу роль у п'єсі — нагорода, яка присуджується на церемонії вручення премії «Тоні», заснованій у 1947 році як Премія Антуанетти Перрі за досягнення в театрі, актрисам за якісні ролі другого плану в бродвейській виставі. Премія названа на честь Антуанетти Перрі, американської актриси, яка померла в 1946 році. Нагороди в кількох категоріях щорічно вручаються на церемонії Tony Award Productions, спільним підприємством The Broadway League та American Theatre Wing, щоб «відзначити найкращі вистави та сценічні постановки минулого року».
Спочатку вона називалася «Премія Тоні для актриси другого плану або художньої ролі (драматичної)». Патриція Ніл вперше отримала нагороду на початку церемонії за роль Регіни Хаббард у фільмі Ліліан Геллман «Інша частина лісу». До 1956 року імена номінантів не оголошувалися: зміна була внесена комітетом з присудження нагород, щоб «справити більший вплив на відвідувачів театру». Нагороду було перейменовано в 1976 році, коли Ширлі Найт стала першим лауреатом під новою назвою за роль Карли у фільмі Роберта Патріка «Діти Кеннеді». Останньою її лауреатом стала Міріам Сілверман за роль Мевіс Пародус Брайсон у фільмі «Знак у вікні Сідні Брастайна».
Шість актрис (Крістін Баранскі, Джудіт Айві, Джудіт Лайт, Свузі Курц, Одра Макдональд і Френсіс Стернхаген) тримають рекорд за кількістю нагород у цій категорії, кожна з яких отримала по дві. Образи Рут Янгер у фільмі «Ізюм на сонці» та Мевіс Пародус Брайсон у фільмі «Знак у вікні» Сідні Брастайна перемогли двічі. Актриси другого плану у двох із трьох п'єс у трилогії Ніла Саймона «Євгенія» («Спогади про Брайтон-Біч» і «Бродвейський зв'язок») були номіновані на «Тоні», а актори, які грали в шести частинах «Піттсбурзького циклу» Августа Вілсона, також були номіновані на премію.

## Доповнення
- Актриси другого плану у двох із трьох п'єс у трилогії Ніла Саймона «Євген» («Спогади з Брайтон-Біч» і «Бродвейський зв'язок») були номіновані на «Тоні».
- Актриси шести частин фільму Августа Вілсона «Піттсбурзький цикл» були номіновані на премію.
- Актриса Тразана Беверлі у фільмі Нтозаке Шанге Для кольорових дівчат, які думали про самогубство / Коли веселка є першою афроамериканською акторкою, яка отримала нагороду.